# Jeffrey Russell James
Sir Jeffrey Russell James KBE (2001), CMG (1994) (* 13. August 1944) ist ein ehemaliger britischer Diplomat.

## Leben
Jeffrey Russell James trat 1967 in den auswärtigen Dienst und wurde Botschaftssekretär dritter Klasse in London.
1969 wurde er in Teheran beschäftigt.
1970 wurde er in Kabul zum Botschaftssekretär zweiter Klasse befördert.
Von 1993 bis 1997 war Jeffrey Russell James Botschafter in Teheran.
Vom 1. Juli 1997 bis Dezember 2001 war Jeffrey Russell James Hochkommissar in Nairobi.
| Vorgänger                   | Amt                                           | Nachfolger             |
| --------------------------- | --------------------------------------------- | ---------------------- |
| David Reddaway              | Britischer Botschafter in Teheran 1993–1997   | Nicholas Walker Browne |
| Simon Nicholas Peter Hemans | Britischer Hochkommissar in Nairobi 1997–2001 | Edward Clay            |